# Центральна середня школа Бристоля
Центральна середня школа Бристоля — державна середня школа в Бристолі, штат Коннектикут, США. Його талісман — Баран, а кольори — бордовий і білий. Школа відома своєю групою сценічного мистецтва, Центральною сценою, а також своєю легкою атлетикою. Останніми роками Рамс досягли успіху в баскетболі, бейсболі, боротьбі та легкій атлетиці. У 2017 році директор Пітер Вінінгер був нагороджений Varsity Brands «Директором принципів», вважаючи його найкращим директором у Сполучених Штатах. Шкільна вчителька італійської мови Джина Галло-Рейнхардт номінувала Вінінгера на нагороду, і він разом із родиною був відправлений до Флориди на церемонію, де він був коронований переможцем.

## Видатні випускники
- Адріан Войнаровскі, 1987: спортивний оглядач, який висвітлював NBA для Yahoo! Спорт і ESPN[4]
- Скотт Перкінс, 1998: композитор[5]
- Мішель Геретт, 1998: олімпійська спортсменка[6]
- Аарон Ернандес, 2007: колишній тайт-енд НФЛ і засуджений убивця. Посмертно діагностована хронічна травматична енцефалопатія (ХТР)[7]